# Запис оброк Свети пророк Илија 1841 (Пирот)
Запис оброк Свети пророк Илија 1841 (Пирот) се налази на парцели чији је власник Град Пирот.

## Локација
| Општина             | Пирот                                                            |
| Катастарска општина | Пирот                                                            |
| Потес               | Војводе Путника                                                  |
| Координате          | 43° 08′ 38″ С; 22° 35′ 12″ И / 43.143900000000002° С; 22.5867° И |
| Надморска висина    | 369m                                                             |

## Карактеристике
Дендрометријске вредности утврђене на терену и сателитским снимцима:
| Стабло                     | Крст |
| Висина стабла              | m    |
| Обим дебла                 | m    |
| Пречник крошње             | 0m   |
| Пречник дебла              | m    |
| Висина дебла до прве гране | m    |

## База записа
Запис је у оквиру Викимедија пројекта "Запис - Свето дрво" заведен под редним бројем 0839.